# グローバル気候マーチ

国ごとの2019年9月20〜27日の抗議参加者数。
1,000,000人~
100,000人~
10,000人~
1,000人~
100人~
小規模

2019年9月のグローバル気候マーチは、気候変動・温暖化に具体的な政策・行動を求める国際的なストライキ、また抗議行動。
国際連合の気候変動サミット3日前の9月20日と9月27日に開催された。
また、9月20日から27日までの1週間はアース・ストライキとも呼ばれている。アクション・マーチは150カ国、4,500か所で行われた。ガーディアンによるとおよそ600万人（主催団体の1つである350.orgによると760万人）が参加。
この一連のアクションは、スウェーデンの気候活動家グレタ・トゥーンベリに共感した人たちの、気候変動に対する学校ストライキの一環でもある 。
2019年9月20日は、世界史上最大の気候ストライキとなった  。主催者の報告によると400万人以上の人々が、世界各地でストライキに参加したことを報告ドイツでは140万人が参加。。推定30万人の人々がオーストラリアのマーチに参加し、さらに30万人が英国の抗議とニューヨークの抗議に参加した。  40カ国、2,000人以上の科学者がストライキを支援すると表明 。
9月27日に2回目の抗議が行われ、 2,400件以上の抗議が実行された。 イタリアでは100万人の参加が報告され、ニュージーランドでは17万人が抗議した。 カナダでは、グレタ・トゥーンベリが発言する予定だったため、モントリオールの教育委員会は114,000人の生徒の授業をキャンセルした 。

## 背景
このマーチは第3回目となる、気候変動に対する国際的な学校ストライキであった。グレタ・トゥーンベリに共感した学生達がFridays for Future（未来のための金曜日）を開始。国際的な開催となる第1回目の、2019年3月の最初のストでは、125か国以上から160万人が参加。第2回目となる2019年5月は、125か国で1,600件を超えるイベントが2019年欧州議会議員選挙に合わせて開催。
第3回目となる9月のマーチは大人への参加も呼びかけ、国連青年気候サミット（9月21日）および国連気候変動サミット （9月23日）前後の、9月20日と27日に開催された。 9月27日は、環境保護運動を開始する鍵となった1962年の本であるサイレントスプリングの出版記念日でもある。

## 各国のアクション

### アフガニスタン
カーブルでは、若者が軍隊が見守る中、気候変動に対してアクションをした。アフガニスタンの保健省は、大気汚染により毎年何千人ものアフガニスタン人が亡くなっているとの報告をした。

### アンゴラ
グローバル気候マーチに連帯して、50,000人以上の子供と若者が首都ルアンダの首都に初めて集まった。

### 南極大陸
南極に駐在する研究者の小グループがストライキに参加。

### アンティグ・アバーブーダ
島国のさまざまな学校の生徒が、首都セントジョンズの植物園の近くの通りに並び、「気候正義が今、欲しい」、「海面が上がり、私たちも立ち上がる」などと訴えた。

### アルゼンチン
アルゼンチンは、世界的な気候変動の一環として、9月20日に18のマーチを実行。緊急対策を求めるアルゼンチンの若者たちは、アルゼンチンの首都ブエノスアイレスの中央プラザデマヨに集まった。国際スローガンに加え、アルゼンチンは「世界のゴミ捨て場になりたくない」とアピール。他の国から廃棄物を輸入するための基準を緩和した大統領マウリシオ・マクリによる法令に対しての抗議の意味もあった。
9月27日、加えてアルゼンチンで30回のストライキが実行された。

### オーストラリア

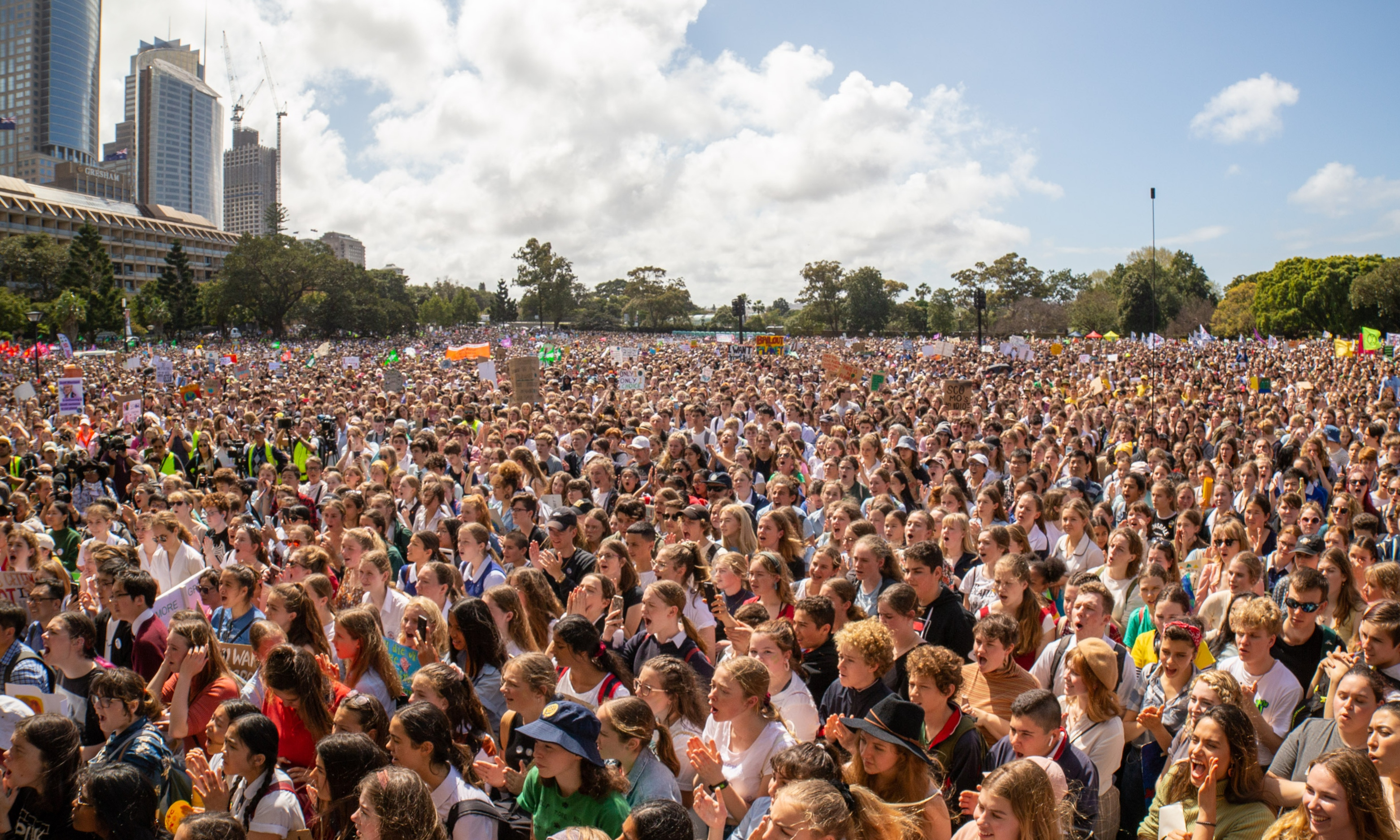
シドニーの抗議者

当日はオーストラリアが皮切りにグローバル気候マーチが始まった。 9月20日、主催者は、推定300,000人以上が全国100の集会に参加したと報告。 2,500を超える企業が、従業員のストライキへの参加を許可。メルボルンでは、1回の抗議に100,000人の参加者が集まった。 主催者は、シドニーのドメインで8万人が抗議に参加したと発表。 ブリスベンでのストライキでは、20,000人の抗議者が集まった、主催者はホバートで22,000人、キャンベラで15,000人、パースで10,000人、アデレードで8,000人の数字が報告されている。
オーストラリアの抗議活動は、2030年までに政府が「100％再生可能エネルギーの生成と輸出」を実現させ、新規の化石燃料プロジェクトを中止し、「化石燃料業界のすべての労働者とコミュニティの公正な移行と雇用創出」に資金を供給するよう求めた。 2019年現在、オーストラリアは石炭と液化天然ガスの主要な輸出国となっています。
ボンダイビーチでは、活動家たちが砂からタバコの吸い殻やプラスチック片を取り除く活動を展開。

### オーストリア
デモによる気候ストライキの一環として、首都ウィーンとブルゲンラント州およびフォアアールベルク州の学校行事として2万人以上の学生がオーストリアの街頭でマーチを開催。

### バングラデシュ
ダッカでの抗議には、さまざまな学校の何千人もの学童が参加し、世界の指導者に行動を起こすよう、人間の鎖をつくりあげた。

### ベルギー
警察によると、15,000人がブリュッセルの路上で世界的な抗議活動に参加。 一部の学校が抗議を課外活動とし、参加への罰則を禁止したとマスコミが報道。

### ボリビア
ラパスとコチャバンバの学生たちは、環境破壊の停止・緊急の対策を求めラパスのプラド通りにて人が寝転びカーペットを形成した。抗議にはチキタニアでの火災に関するメッセージが含まれ、若者は「国東部の森林伐採を許可する法律」の廃止と国家非常事態宣言を要求しました。サンシモン大学コチャバンバの学生と教師は、チキタニア地域の環境破壊に対する永久的な停止を求め行進した。

### ボスニア・ヘルツェゴビナ
ボスニアの首都サラエヴォで、永遠の火の記念碑の前で抗議が行われ、他のボスニアの都市でも抗議が行われた。

### ブラジル
ブラジルでは、48の抗議が計画された。 リオデジャネイロ、サンパウロ、ブラジリアなどの都市で数千人が抗議した。抗議者たちは、アマゾンの熱帯雨林の森林破壊と山火事の増加に具体的な対策をとるようにブラジル政府に呼びかけた。

### ブルガリア
気候変動のストライキに関する3つのイベントが、金曜日の未来のために開催され、ブルガリアの首都ソフィアで国立文化宮殿にてマーチが行われた。サモコフの一般市民がザハリゾグラフスクエアに集まり、バルナのシーガーデンの入り口で2ヶ所目のマーチが開催された。

### ブルンジ
ブジュンブラでは、35人の活動家がタンガニーカ湖のほとりのゴミを片付けた。

### カナダ
ストライキは9月20日に始まり、バンクーバーや全国の多くの都市で「ダイ・イン（die-in）」デモンストレーションが行われた。「ダイ・イン（die-in）」とは、人々が床に横たわって、目を閉じたり、天井を見つめたり、まるで死んだかのように抗議すること。 グレタ・トゥーンベリがモントリオールに到着する9月27日に、80の場所でさらに気候変動の行動のデモが実行された。 市の最大の教育委員会であるモントリオール委員会は、114,000人の生徒が出席できるよう、クラスをキャンセルした。 トロント地区教育委員会は、その日にテストや課題をスケジュールしないように教師に通達（ただし、18歳未満は保護者の許可を取得する必要があり）。モントリオールのドーソン大学とブリティッシュコロンビア大学でさらにストライキが計画された 。

### チリ
抗議は主にチリの首都サンティアゴで開催され、全国で合計19件の抗議が行われた。Future Santiagoグループの抗議者たちは、「私たちは、気候および生態学的な緊急事態宣言を発令してもらうすること。これは2030年までに石炭火力発電所と年末に廃止される石炭火力発電所の閉鎖を意味する」と述べた。

### 中国
中国では政府公認の抗議は行われなかった。中国青年気候行動ネットワークの報道官であるZ小文は、「中国の青年には独自の方法がある」と述べ、アクションを実行。 9月21日に北京でいくつかの中国の若者がゴミを拾いました。

#### 香港
2019年の香港の抗議行動のため、安全上の懸念のために計画された学生行進は中止されたが、小さな集会は市内の中央ビジネス地区で個別に開催された。 この集会は、Waste Free Hong Kong、350HK、Extinction Rebellion HKによって組織され、グループはハッシュタグ＃morethan1％を腕に書き込み、ソーシャルメディアチャンネルに投稿しました。ハッシュタグは、香港のエネルギーの1％未満が再生可能エネルギー源によって生産されている現実を反映したもの。

### コロンビア
コロンビアでは、43のイベントが実行された。 世界で最も生物多様性の高い国の1つとして、気候変動に関する主な懸念は森林破壊です。地元の活動家は、コロンビアの首都ボゴタの中心であるボリバル広場で寒い雨の日に座り込みを招集しました。南部のデケスティシア学習センターの後援の下、コロンビアのアマゾン出身の40人の若い環境保護主義者が集まり、1日の創造的な活動に参加したカケタ県で、追加となる会議が開催された。

### クロアチア
クロアチアの首都ザグレブのヨーロッパ広場で開催された数千人の若者が参加した気候抗議抗議者は、サンマルコ広場（マルコフ）に向かって「エゴではなくエコ」と叫びアクションを行った。

### キプロス
Youth for Climateは、下院からニコシアのエネルギー省へのマーチを開催。抗議者は国の天然ガスの採掘を批判した。

### チェコ共和国
何千人もの若者がプラハに集まったと伝えられている。 約2,000人の中学生および大学生と大人が子供と一緒にプラハ中心部の旧市街広場で会い、グレタ・トゥーンベリに触発されたFridays for Futureのチェコ支部の学生によって開始された。マーチの前に、多くの学生やその他の人々が町の広場でスピーチをした。
学生は、9月27日に開催される予定の一連の教育および文化プログラムと講義のため、気候変動対策週間を開始した。12人のメンバーと自由市民党の信者による穏やかで平和的なストライキとなった。

### コンゴ民主共和国
ヴィルンガ国立公園での化石燃料の探査に対する応答として、ゴマの首都で2日間連続のイベントが開催されました。 市からの何千人もの学生が、地球温暖化との戦いにコミットの意思を表明するためマーチに参加。 コンゴ民主共和国の国連組織安定化ミッション （MONUSCO）とコンゴ平和ジャーナリスト協会（AJCP）および国際文化プラットフォームシエルを含むいくつかの市民社会組織が、平和の行進として知られるキンシャサの通りを練り歩いた。
国連事務総長のフランソワ・グリニョン副特別代表はさらに「開発なしには平和はなく、環境保護なしには持続可能な開発はなく、安定性なしには環境を保護できない」とのコメントを発表。国際平和デーと、気候変動対策集会が共同で開催された。

### デンマーク
世界的なストライキの一環として、若者と高齢者が手をとりあいコペンハーゲン 市庁舎広場を埋め尽くした。気候をテーマにしたスピーチ、音楽、ダンスが開催された。

### エクアドル
エクアドルの首都キトにある独立広場は、ストライキの一環として何百人もの環境活動家で満員となった。

### エルサルバドル
エルサルバドル大学（UES）の数十人の学生、活動家、当局が、地球温暖化の影響による「気候の緊急事態」を宣言するために首都サンサルバドルで集会を開催した。サルバドールの首都のメインストリートでプラカードを持ち、環境メッセージ付きのシャツを着た学生たちも「気候正義」を求めた。

### エストニア
エストニアの首都タリンで若者たちのマーチが行われ、参加者はプラスチックゴミに対する抗議も同時にアピールした。

### フィジー
人々は首都スバの近くからヤシの木に囲まれたビーチでゴミや捨てられた車の部品を清掃した。

### フィンランド
メインの抗議はフィンランドの首都ヘルシンキで行われ、市議会は学生がデモに参加することを許可した。エスポー、トゥルク、タンペレ、オウル、ロバニエミなど、他のいくつかの都市でも他のストライキが開催されている。

### フランス
主催者は、フランスで4万人が抗議に参加。 9,400人のデモ隊がパリの集会に参加。 しかし、ジレジョーン （英語：黄色いベスト）とは異なる、ブラック・ブロック アナキストのメンバーがデモ隊に潜入。店やビジネスの窓を破壊し始めた。マーチに潜入したと推定される1,000人のアナキストのうち、約120人が逮捕された。 それとは別に、300〜400人の高校生が金曜日の朝、クレルモンフェランの街頭でデモを行った。フランス3Auvergne-Rhône-Alpes を放送する日刊紙 La Montagne によると1000人が参加。

### ジョージア
ストライキの一環として、未成年者を含む100人以上がトビリシ市庁舎の前に集まり、都市の森と公園の保護を求めた。

### ドイツ
ドイツ全土の数十の都市で575件のデモが行われた。 長距離バスのFlixbusは、マーチ参加者の自撮りとチケットのPDFを提示を条件にチケットの払い戻しを実施。 多くの会社で、二酸化炭素排出量を相殺するための取り組みが実施されている。 Flixbusは、電気バスを段階的に導入し、2030年までにカーボンニュートラルにする予定。 Flixbusをはじめ、GLS銀行、年金プロバイダーHannoversche Kassen、価格比較ウェブサイトIdealoおよびエネルギー会社Naturstrom AGなど、一部ドイツ企業は従業員へのストライキを奨励。デュッセルドルフ市の従業員もストライキを許可された。 
主催者の推定によると、ドイツのストライキには合計140万人が参加し、 ベルリンの270,000人の抗議者がハンブルクで100,000人、 ケルンで70,000人、ミュンヘンで4万人、ブレーメン、ハノーファーで デュッセルドルフ、フライブルク およびミュンスターで20,000人、ボンおよびドレスデンで15,000人、アーヘンで8,000人。

2038年までに石炭を段階的に廃止するドイツ政府の計画は遅過ぎると、終了時期の時期短縮を要求した。アンゲラ・メルケル首相は、「気候変動への取り組みが政府にとって最優先事項である」と述べた。 

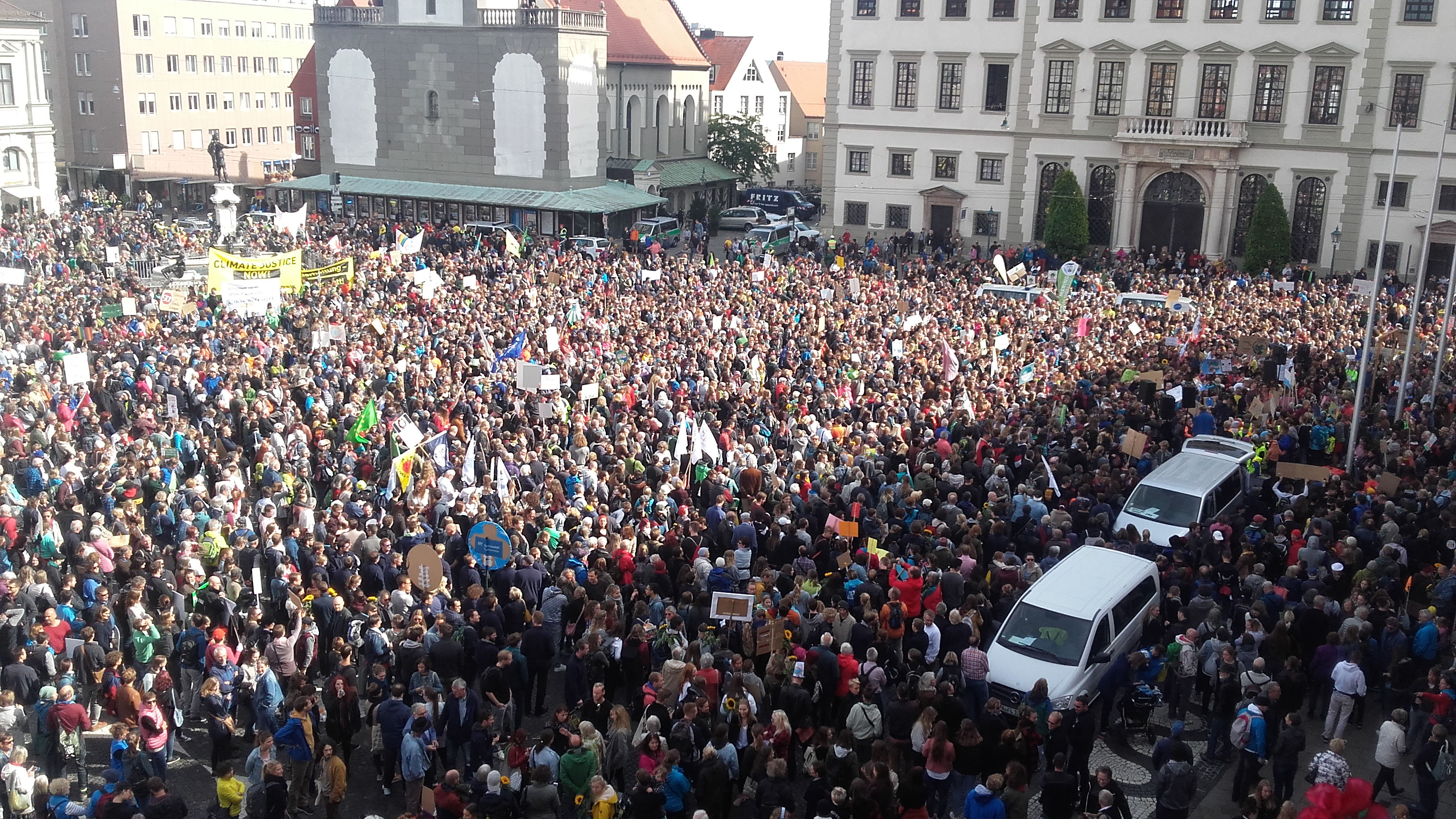
アウクスブルク、ドイツの抗議者
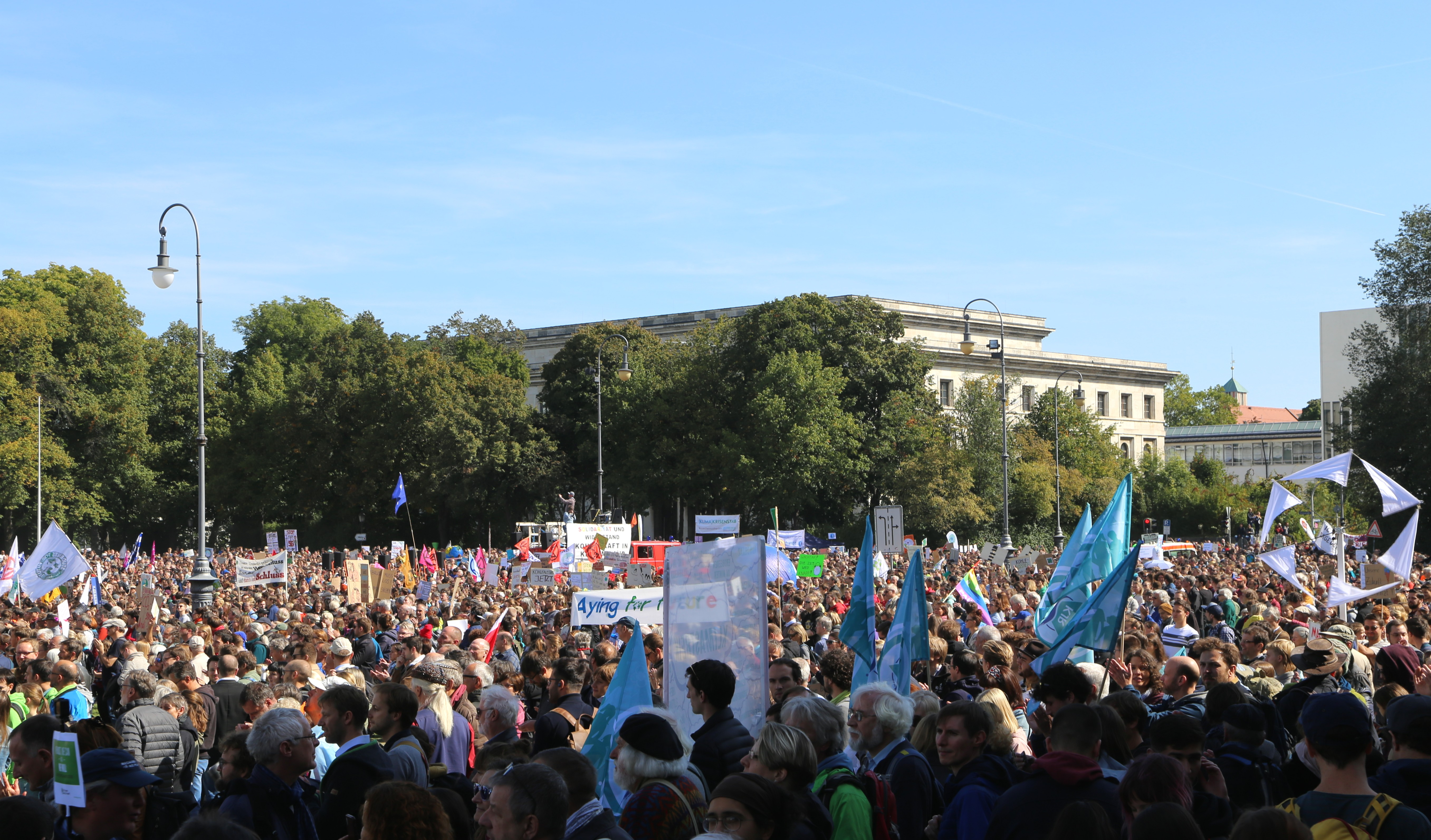
ドイツ、ミュンヘンの抗議者
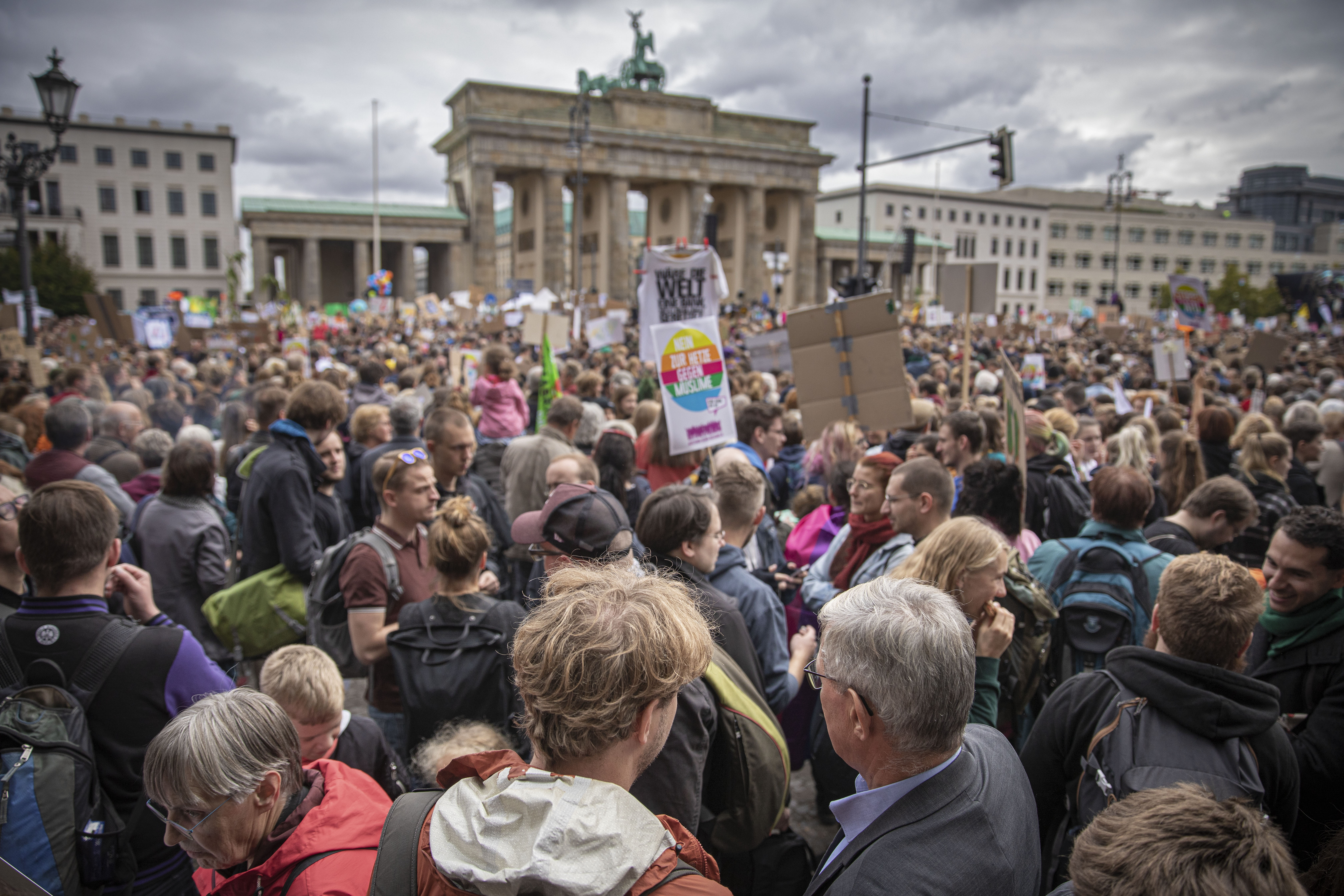
ドイツ、ベルリンの抗議者
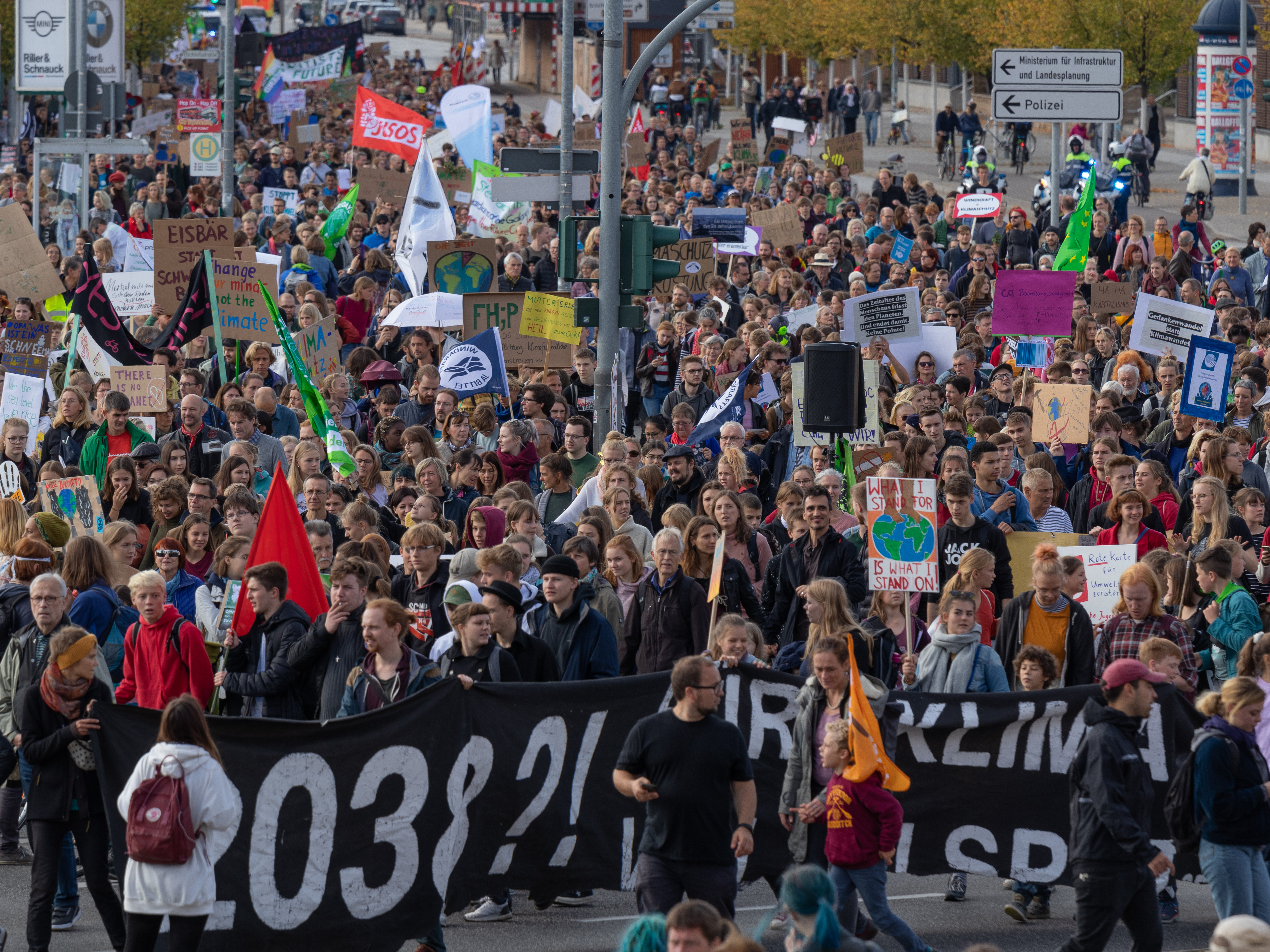
ポツダム、ドイツの抗議者

### ギリシャ
ギリシャでは、国中の多くの場所、特にアテネとテッサロニキで抗議が行われた。 アテネの出席者は約3,000人の抗議者数だった。ギリシャのキリアコス・ミツォタキス首相は、アテネの自治体当局とギリシャ政府によって抗議行動を支持し「環境保護はすべてのギリシャ人が団結し、取り組む問題である」と述べている。 抗議は、地元のFridaysForFutureのグループと市民のイニシアチブの共同主催。

### グアテマラ
数百人の学生と活動家が、環境保護主義者にとって最も重要な国のひとつであるグアテマラ市の首都でマーチを開催。 学生が市内を行進。グアテマラ政府は、ストローや調理器具、発泡スチロール製品などの使い捨てプラスチック製品の2年間の禁止・規制を発表した。

### ハンガリー
ハンガリーのFridays for Future （未来のための金曜日）は、気候ウィークの開幕の一環として、ハンガリーの首都ブダペストのセール・カールマーン広場で共同デモを開催した。数十人の抗議者が、気候変動への具体的な政策・対策と実践的な行動の必要性、また政治指導者と意思決定者の注意を引くために「ダイ・イン（die-in）」を実行した。

### アイスランド
アイスランドの首都レイキャヴィークでの抗議は、音楽イベントと共催した。参加者は、ハットルグリムス教会に集まり、市の広場までマーチを行った。

### インド
インドでは、世界的なストライキの一環として、全国で26のイベントに14,000人以上が参加した。 デリーでは、2,000人以上の学生と学童が、首相にインドの気候緊急事態を宣言するよう要求した。インドのシンクタンクは、多くのインドの都市がすぐに飲料水を使い果たす可能性があることを示唆した。

### インドネシア
インドネシアの首都ジャカルタで、大学や学校の学生、約50人の市民グループのメンバー、ジャカルタ郊外のさまざまなコミュニティの子どもたちが参加し、地球規模の気候に深刻な変化が起きているという懸念を表明する抗議が行われた。 抗議者たちは、インドネシアだけでなく、マレーシアの植民地の拡大と違法な土地の転用によって誇張された隣国のマレーシアとシンガポールにも大きな煙霧汚染を引き起こしたスマトラ島とカリマンタンの森林火災を政府が止められなかったことを批判した。 中部カリマンタン州の都市パランカラヤでは、森林火災による激しいスモッグのプラカードを持った若者が行進した。 学生ボランティアはまた、世界的なストライキの一環として、バンダ・アチェとスラバヤの沿岸地域の近くで清掃を行った。

### アイルランド
ダブリンでの10,000から15,000を含む、20,000を超えるアイルランドでの抗議。ダブリン、コルク、ゴールウェイ、リムリック、ウォーターフォード、ドロヘダ、ナヴァン、ダンドーク、ベルファスト、および他の多くの町で正午頃からマーチを行った。

### イスラエル
大半が学生である何百人もの人々が、テルアビブ、エルサレム、さらに3つの場所で抗議した。 絶滅に対する無関心な世間を表現するために赤い服を着た「エクスティンクション・レベリオン」運動のアーティストのグループが参加した。カホル・ラヴァン議員のミキ・ハイモビッチは、抗議者との連帯を表明。

### イタリア
9月27日には、180の都市（ほとんどが学生）で100万人以上が抗議した。ローマでは、20万人以上の若者が抗議に参加した。 3月と5月に同様の気候変動に抗議があり、3回目となる今回は約150,000人の生徒がミラノの街にの集まりました。 学生の気候変動のストライキは、スフォルツァ城から歩いてすぐのラルゴカイローリからスタートした。 トリノ とナポリ 両方で50,000人以上が抗議に参加し、 15,000人の学生がボローニャの行進に参加した。
ジュゼッペ・コンテ首相は、「Fridays for Future （未来のための金曜日）が広場で集まった光景は驚くべきものであり、多くの若者がそのような情熱を持って参加しています。政府からは、この要求・具体的な解決策に対する最大限のコミットメントがあります。私たち全員に大きな責任があります。」と述べた。

### コートジボワール
コートジボワールでは、サンペドロで提案されている石炭火力発電所に対して抗議が行われた。

### ジャマイカ
気候変動ストライキはジャマイカのやり方で異なって開催されており、主な呼びかけはコックピットカントリーの自然保護区を守ること。

### 日本
日本での「グローバル気候マーチ」は少なくとも23都道府県延べ27のイベントが行われ5000人以上が参加した。その中でも東京で行われたマーチが最大級であり、参加者は国連大学から表参道を通り抜け、さらに渋谷駅ハチ公像前を通り、「What do we want? Climate justice! When do we want it? Now!（欲しいものはなんだ？ー気候正義！いつ欲しいんだ？ー今だ！）」などと呼びかけながら歩いた。また、東京でのマーチの企画の中心となった学生有志団体Fridays For Future Tokyoは9月13日に東京都議会に対して「気候非常事態宣言」の発令を求める要請書を提出している。

### ケニア
ケニアの抗議者は、新しい石炭火力発電所を建設する政府の計画の中止を要求。

### キリバス
キリバスで抗議が行われ、生徒たちは「私たちは沈んでいない、戦っている」と唱えたプラカードを掲げた。キリバスは海面上昇による大きな脅威にさらされている。

### コソボ
マーチはコソボの首都プリシュティナ で行われ、テルモキスコミュニティセンターとGAIAコソボによる共催。抗議者は、国の国立公園における水力発電所の違法な建設、農地の汚染、および新しい石炭火力発電所の建設計画を批判した。

### ラトビア
リガのヴルマネ庭園では、田舎の学校の若者が主に参加する集会が開催され、その後 ヴェツリガ（旧市街）までマーチした。
参加者の一人は、「世界は変わり始め、間違った方向に進んでいます。私たちはそれを変えるために何かを始める必要があります」「決定権のある人に気候危機を真剣に受け止め、今すぐ決断しなければなりません。政治家はまず自然への影響を考慮し、環境問題を第一優先にしなければなりません」と話した。

### レバノン
気候変動と戦い、「気候危機」を回避するために、できるだけ早く行動を起こすよう政府に要求するために、多くの学校および大学生がベイルートでデモを行った。

### リトアニア
金曜日に未来のために開催された気候ラリーは、リトアニアの首都ビリニュスで開催された。参加者は、市内ヴィンツァス・クディルカ広場からカウナスのカウナス市庁舎までマーチを行った。
「移動できる惑星はありません（There's no planet B）」とプラカードでアピールした。

### ルクセンブルク
気候変動のストライキの一環として、警察の指導のもと、1,000人以上の学生が主要鉄道駅の中央広場に集まり、Glacisに向かう道を歩いた。

### マレーシア
世界的な気候変動の一環として、マレーシアの首都クアラルンプールにて、対話セッション、スピーチ、ミニワークショップなど、急速な気候変動に関するイベントが開催された。
350人以上の人が、気候変動に対する行動を呼びかけるため、クリマアクションマレーシア（KAMY）、アムネスティインターナショナル （AI）、グリーンピースの共催で、そごうショッピングモールからムルデカスクエアのスルタンアブドゥルサマドビルまで行進した。

### マルタ
マルタではエクスティンクション・リベリオンメンバーによって300人の抗議が行われた。
抗議者は「ダイ・イン（die-in）」を行い、マルタ議会に気候の緊急事態を宣言するよう求めた。 抗議はいくつかのNGOによって構成され、気候の正義を要求する他の一連のNGOと連携した。

### メキシコ
メキシコ全土で、65回のストライキが計画された。 メキシコシティの何百人もの若者が、気候変動に反対するデモで世界中のカウンターパートに加わった。  ゲレーロ州 メヒコ州、チアパス州、キンタナ・ロー州でもデモが行われた。 環境事務局（SEMARNAT）は、「#SEMARNATでは、世界中の若者が、地球の気候の不均衡を緊急に止めるために、立ち上がったことを支援します。」と述べた。

### モロッコ
マラケシュで若者行進が行われ、9月27日にカサブランカ、デムナーテ、フェズ、モロッコの首都ラバトを含むモロッコのいくつかの場所で開催される世界気候ウィークの若者集会が開催された。

### ミャンマー
ミャンマーは気候変動と自然災害の悪影響を特に受けやすいため、ミャンマーの環境活動家は5月24日の運動に加わった。洪水のMyanmarから干ばつまでは、人間の活動によってさらに悪化します。 グローバル気候マーチでは、200人の以上のデモ参加者は、世界的な危機に対処するための政府や企業によって協調努力を求めた。カチン州のMyitsoneダムなどの大規模インフラストラクチャプロジェクトに明確な終止符を打つよう政府に要請した。

### ネパール
ネパールには、118の生態系、75種類の植生、35種類の森林がある。 4月に25人以上が死去した嵐、数百人が死去した大雨、そして異常な気象パターンを含む近年の災害は、ネパール人を警戒させたと伝えられている。 様々な国内および国際機関が、ネパールが地球規模の気候変動プログラムを開始することを支援している。環境への配慮についてプラカードを持って行進する人もいた。

### オランダ

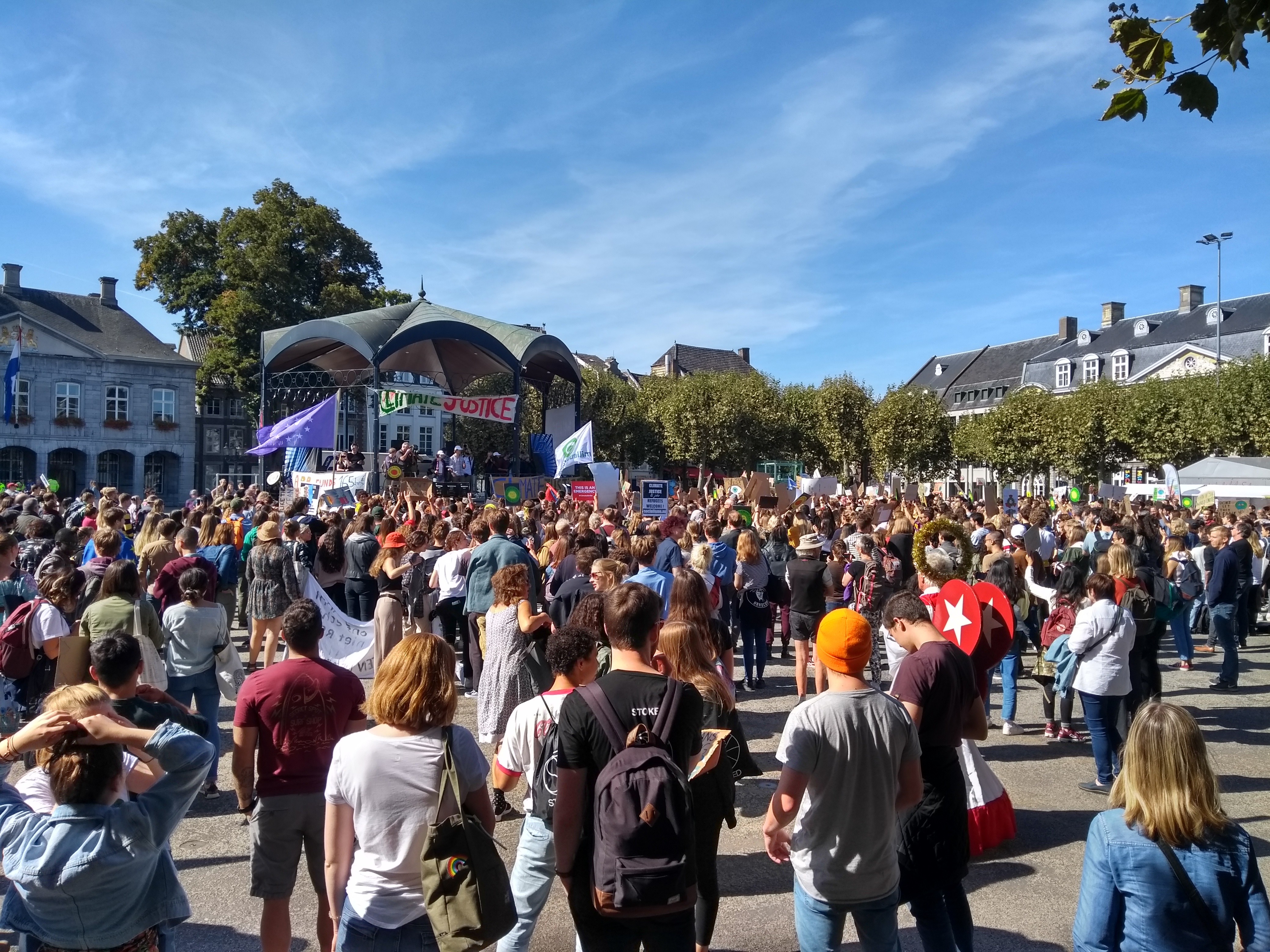
で抗議マーストリヒト 9月20日

気候変動のストライキは、アムステルダムやマーストリヒトを含むオランダの複数ヶ所で行われた。アムステルダムのダム広場から始まる行進に約6,000人が出席し、多くの人が学校からマーチ出席の許可を出された。 マーストリヒトのフライトホフ広場から始まる行進では、約2,000〜2,500人の人が参加したと報道された。

### ニュージーランド

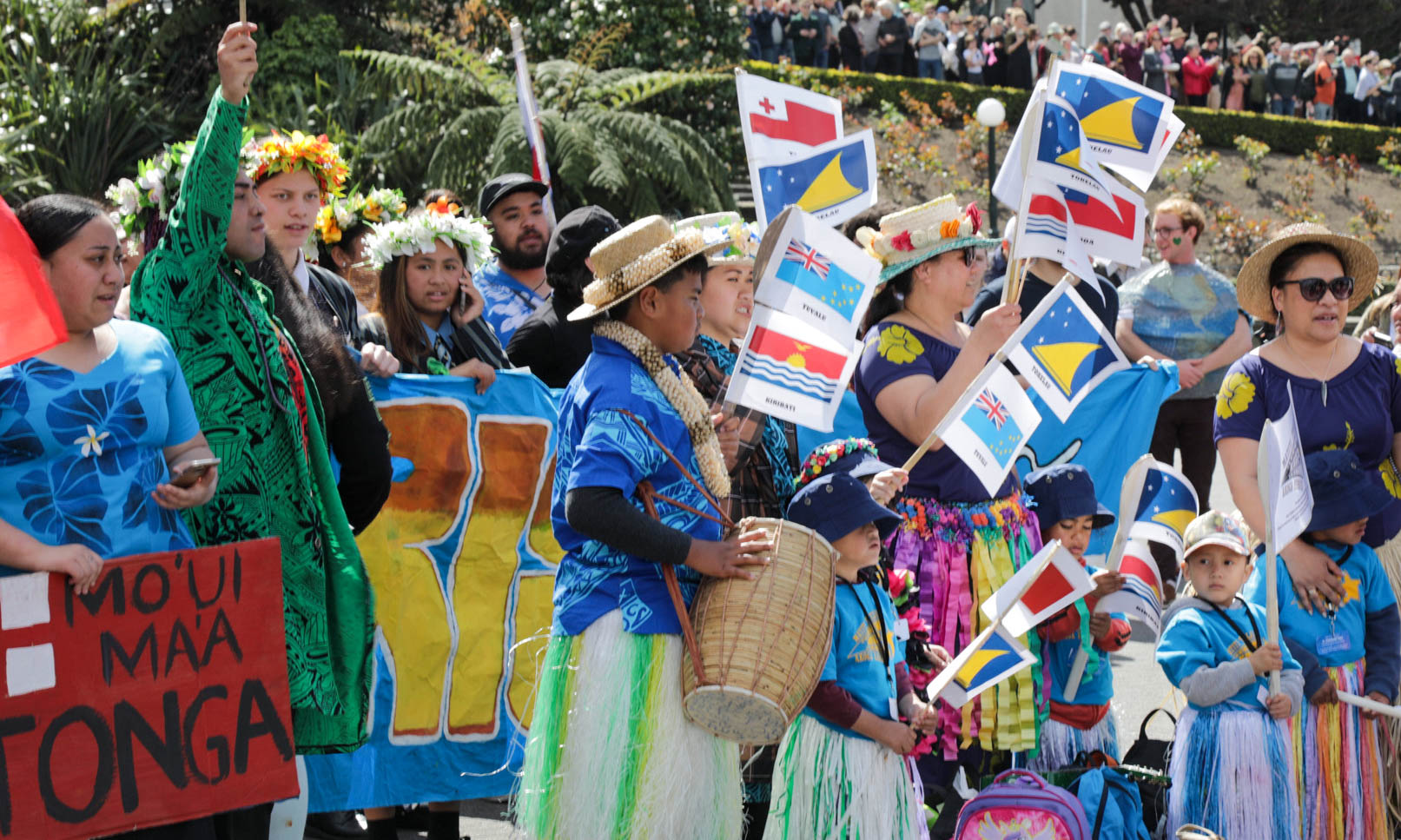
9月27日にウェリントンでの抗議者

ニュージーランドでは、9月27日の全国的な学校および世代間のストライキの数週間前にストライキが発生した。 ニュージーランドの抗議は、学生が前の金曜日に受験できるように1週間遅れた。 少なくとも3人の女子学生が9月20日のストライキと並んでアマゾンの資金を集めるために頭を剃った。これは9月27日にマリストカレッジで試験が計画されたために開催されました。 9月27日、ニュージーランドの都市部で行われた40のイベントに、学校の生徒を含む推定170,000人が参加した。 さらに、ニュージーランドの大学と260の地元企業が気候変動のストライキに参加した。  11,000人のニュージーランド人が署名した公開書簡が9月27日に議会に届けられた。

### ナイジェリア
ナイジェリアでは複数のストライキが行われた。 抗議はナイジェリア最大の都市ラゴスで低かったと報道されている。しかし、アブジャでは100人以上のより多くの人々が抗議に参加。

### 北マケドニア
北マケドニアの市民は、首都スコピエで気候変動に抗議した。

### パキスタン
学生、環境保護主義者、有名人、政治家を含む何千人ものパキスタン人が、パキスタンの32の町や都市で行われた抗議に参加した。主要な集会はカラチ、ラホール、イスラマバード、ペシャーワル、クエッタ、ギルギットで開催された。
カラチでは、フレアホールの前に抗議者が集まり、活動家による演説があった。
ラホール・ラホールプレスクラブの前では、気候変動活動家メヘルバノ・ラジャが率いる抗議が行われた。「彼らが最も影響を受ける世代なのです。このマーチは若者主導型で、彼らがリードするでしょう」とラジャは述べた。

### ペルー
気候に対する公共政策を求める世界的なストライキの一環として、ペルーの首都リマとマドレ・デ・ディオスで数千人の学生、若者たちが、地球規模の問題に対する国民の認識を変えようとマーチに参加。若者の一人は、「私たちは、若者たちが互いに、そして地球と調和して生きることができる人生と世界を望んでいます。」と述べた。

### フィリピン
600の以上の若い環境保護の首都での集会に参加したマニラ彼らは社長の政府の下で、環境や土地の権利活動家の超法規的殺害の立ち上がり回数を非難どこ気候正義のためにプラカードを持っている間、人間が地球の形成を形成し、2016年に権力を握ったロドリゴ・ドゥテルテ。 合計17件のストライキが国内で登録された。 フィリピンの活動家はまた、環境を守るために殺された人々に敬意を表して行進した。 保護者は2018年に、フィリピンが環境と土地を守る人々にとって最も致命的な国であると報告した。 また、約10,000人が深刻な汚染を受けたマニラ湾の長いビーチを席巻し、世界的なストライキの一環としてゴミで満たされた袋を握った。

### ポーランド
何千人もの学童がワルシャワでの抗議で大人に加わったが、抗議は他の都市でも行われた。ポーランドは、電力の80％を石炭から生産している。長年、この国は野心的な気候目標の採用を阻止してきた。 多くのミドルスクールでは、生徒に参加するための休みを与えました。

### ポルトガル
ポルトガルの首都リスボンにある何百人もの学生が、ポルトガルの環境に関するいくつかの他の問題や国内の石炭およびガス発電所の閉鎖を含む政府からの環境対策の要求に応えた。

### ルーマニア
気候意識の抗議はで開催されたブカレスト、ティミショアラ、ヤシ、クルージュナポカ、トゥルグ・ジウとクラヨバ。

### ロシア
ロシアの首都モスクワでの小規模な集会から始まり、サンクトペテルブルクや他の都市や町、続いて全国の30以上の都市で同様のトピックに関する抗議が行われた。Arkhangelsk Oblastで13件の抗議が行われ、地元住民がShies鉄道駅の近くに大きな埋立地の建設に1年以上抗議している。

### セネガル
推定200人の学生がダカールで抗議した。

### セルビア
Fridays for Future （未来のための金曜日）のセルビア支部の活動家のグループは、セルビアのグリーンユースと協力して、気候変動と持続可能な都市に関する講義を行い、セルビアの首都ベオグラードのテラジエからスチューデントスクエアとリパブリックスクエアまでのマーチを実施した。

### シンガポール
「私の未来を燃やさないで」などと書かれたプラカードを掲げ、香港林公園に合計1,700人以上の若者たちが集まった。急速な気候変動への認識を高め、地球規模の気候変動の対策への努力がいままで十分ではなく、政府および企業からの体系的な変化を促した。シンガポールで開催された最初の気候変動運動となった。 首相リー・シェンロンは、気候変動と海面上昇対策として$100億を長期投資することを表明した。

### スロバキア
気候マーチはジリナ、バンスカー・ビストリツァ、ニトラ、コシツェで行われた。スロバキアの首都ブラチスラヴァでの主要な集会の前に、コメンスキー大学シャファリコヴォ広場からナメスティー・スローボディ （自由広場）までを約5,000人がマーチをした。「気候ではなくシステムを変えよう」と声をあげた。

### スロベニア
気候変動のストライキは、マリボルから沿岸都市まで全国で行われた。

### ソロモン諸島
ソロモン諸島では、低地の国が海面上昇の大きなリスクにさらされているため、海岸沿いでのマーチが行われた。

### 南アフリカ
南アフリカでは、アフリカ気候同盟によって組織された抗議を含む18の抗議が行われた。 主催者によると、合計5,000人が参加したと推定されている。 ストライキは、南アフリカ食糧主権キャンペーン、協同組合および政策代替センター、アースライフアフリカ、グリーンピースによってサポートされた。 彼らは南アフリカ労働組合連盟から承認されている。 抗議はエネルギー会社サソルの本部で行われ、抗議者はサソルに「労働者、また影響を受けた地域社会・国・世界のニーズを満たす、公正な計画の変更」を求めた。

### 韓国
韓国の首都ソウルで抗議が開催され、「9/21 気候危機の緊急行動集会」を開催。すべての人生の歩みからの330団体からなる人々が、ソウル大学校にて気候の危機に沈黙している政府・また道路、および複数の温室効果ガスを排出する企業を批判した。 首都での静かに行われ、参加者はLEDを使用し、モールス信号で環境保護主義者のメッセージをフラッシュした。 参加者推定5,000人は会議で、政府に気候危機を認識し、緊急事態を宣言するよう要求。「明日への希望は今日から始まる」「今行動しなければ未来はない」などのプラカードを掲げ会議に出席。釜山、大邱広域市、昌原など、全国の10の地域でも同様の抗議が行われた。

### スペイン
9月20日、マラガ、グラナダ、その他のスペインの都市や町でマーチが開催された。 ほとんどのストライキは9月27日に行われ、32都市での抗議が計画されている。

### スウェーデン
9月20日に、スウェーデンのストックホルムでMynttorgetからMedborgarplatsenへの気候変動行進が発生した。ニューヨーク市でのグレタ・トゥーンベリのスピーチは、スウェーデンのワイドスクリーンに放送された。

### スイス
約2,000人がバーゼル、ザンクト・ガレン、ローザンヌの都市での気候デモに参加。参加者は、「気候変動を認識し、行動しなければならないことを認識しなければなりません。危機は私たち全員の未来に関係しています。右でも左でもです」と述べた。また、スイスの政治家、銀行、大企業による急速な気候変動に対する対応の欠如を批判。 9月28日の午後、ベルンで全国抗議行進が実行されます。

### 台湾
台湾の首都台北で学生たちと団体によって抗議が共催され、2020年の大統領候補に気候変動に対するより具体的な対策を講じるよう求めた。

### タンザニア
ダルエスサラームでマーチングバンドが率いるマーチが行われた。

### タイ
「地球を救おう」と唱え、200人以上の人々がタイの環境省前にて「ダイ・イン（die-in）」を行った。 参加者は、石炭を段階的に廃止し、再生可能エネルギーに移行するよう政府に求める請願書を提出。政府の役人は、若者の環境への意識の高さを称賛しました。

### トリニダード・トバゴ
クイーンズパークサバンナでの集会とポートオブスペインでの集会が行われ、合計30回の海岸清掃が国際海岸清掃と併せて開催された。

### チュニジア
チュニジアでは、多くの生徒および大学生が、「気候変動と闘い、「環境災害」を回避するための行動を取ってほしい」と当局に要求。

### トルコ
主催者によると、10,000人の抗議者がトルコでストライキを行った。 トルコでの抗議活動の焦点は、イスタンブールのカドゥキョイ地区とシシュリ地区にあった。マーチは、13歳のAtlasSarrafoğluと18歳のSelinGörenが率いていました。

### ウガンダ
ウガンダの首都カンパラでは、気候変動に対する抗議に数百人のウガンダの子どもたちが加わった。また、同国で有名な青年、活動家のリア・ナムルゲワ（15歳）も参加した。

### ウクライナ
キーウでマーチが行われ、若者数千人が参加した。 主催者によると、全国で推定2,600人が参加。

### イギリス

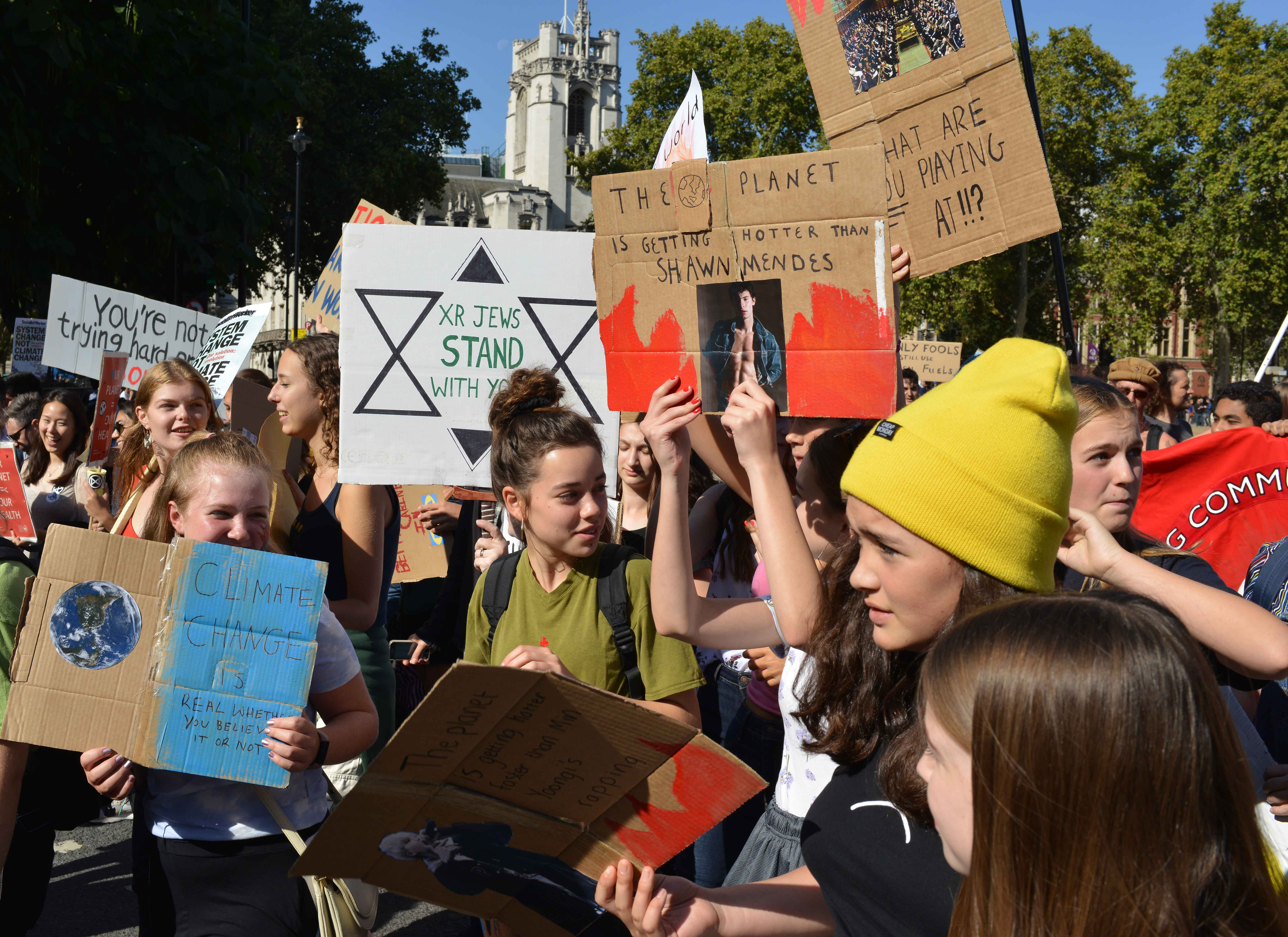
ロンドンの抗議者

イギリス学生気候ネットワーク （UKSCN）は、9月20日にイギリス全土で200以上のイベントを開催。彼らは「 グリーンニューディール 」を支持。投票権を18歳から16歳への引き下げを求めた。 ストライキは、労働組合・ ユニバーシティアンドユニオン ・ ユニオンザユニオン ・ 労働組合会議からのサポートがあった。協同組合銀行は、Uniteと協力。従業員のストライキを許可した。生徒がストライキをすることを奨励したり、生徒の欠席を記録しなかったりすると、法的または懲戒処分につながる可能性があると教師は警告された。
主催者は、およそ30万人が全国ストライキに参加したと述べた。ロンドンでは10万人が参加。政治家ジェレミー・コービンは、若者たちに向けスピーチを行った：「あなた達と支持者のみなさまが気候変動問題を社会の緊急課題にまで引き上げました。とても喜ばしいことです。」  エディンバラとブライトンでの抗議は、それぞれ20,000人と10,000人の参加者に達した。  9月21日、エクスティンクション・レベリオンの活動家は、10人の逮捕につながった抗議としてドーバーの街をブロックした。

### アメリカ

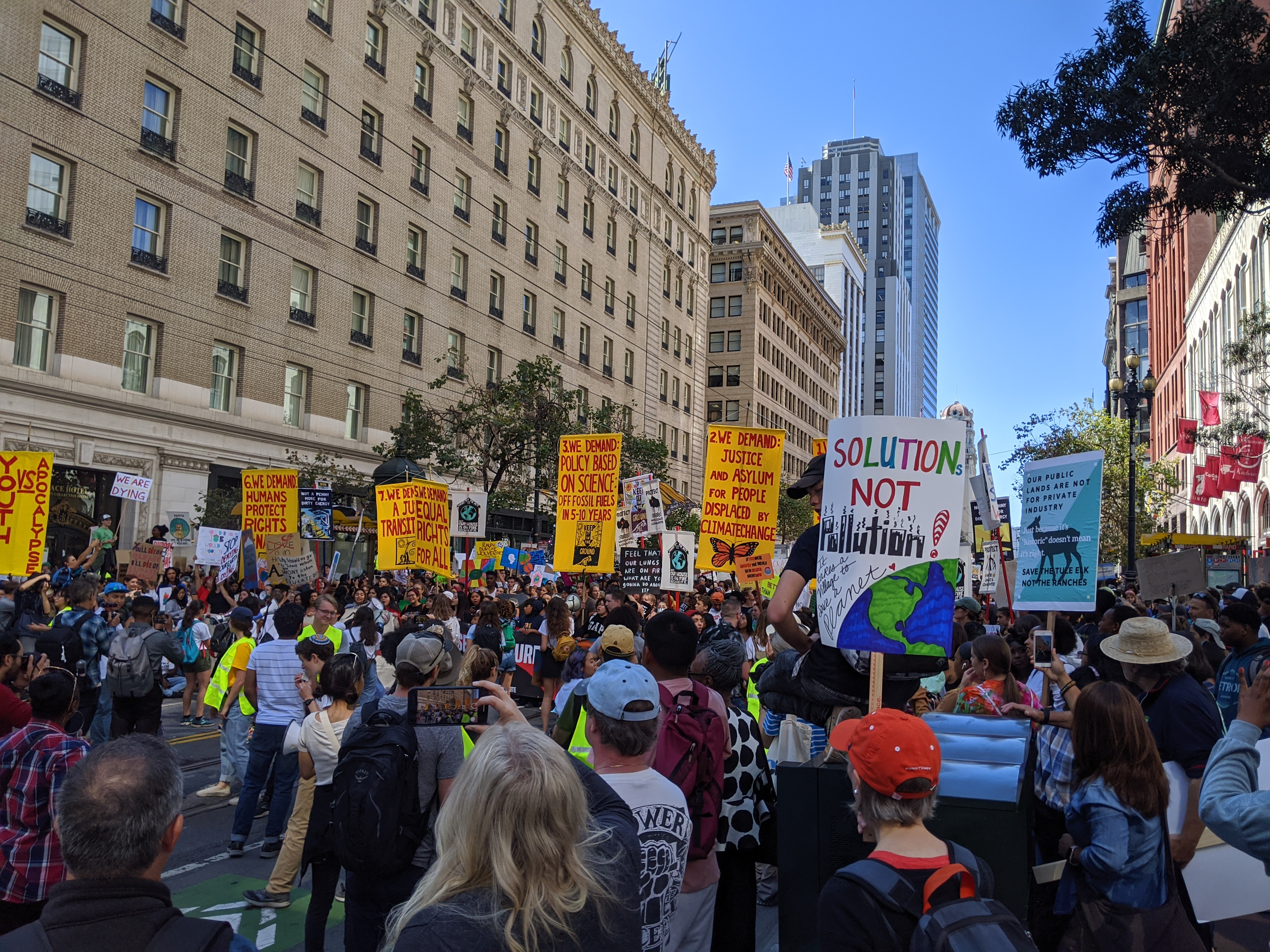
カリフォルニア州サンフランシスコの抗議者

米国史上最大級の気候変動デモとなった。 プエルトリコとコロンビア特別区の50州すべてで1,000件を超えるストライキイベントが実施。 ニューヨーク市の学校は、グローバル気候マーチ当日は、学校をスキップする許可を下した。ボストンの学区も追随し、シカゴの教育省は、ストライキの後に戻ったとしても生徒を欠席させることはないと発表。
9月20日、マンハッタンの抗議には、スウェーデンの気候活動家グレタ・トゥーンベリが参加。 推定250,000人がニューヨークの集会に参加しました。

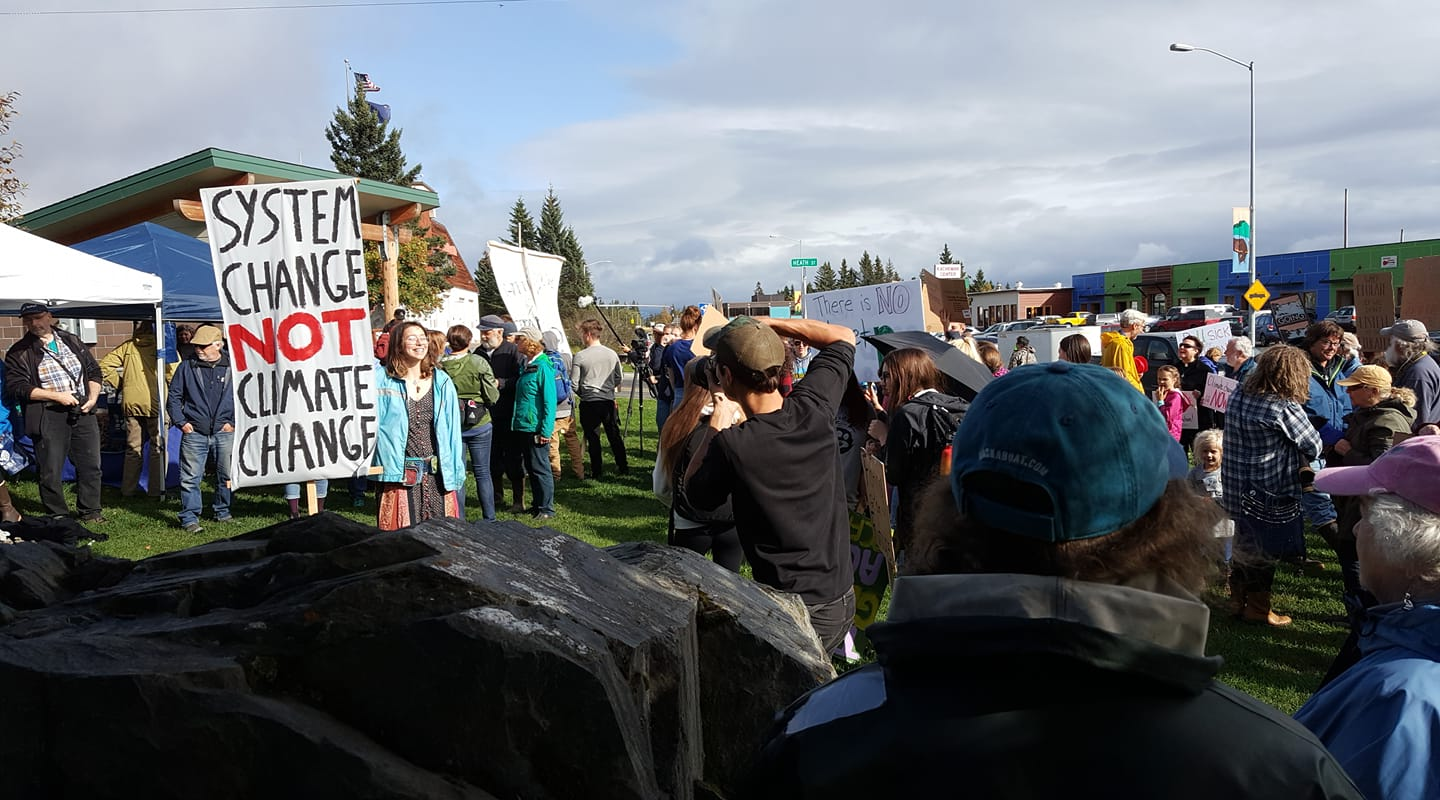
アラスカ州ホーマーの抗議者

ベン＆ジェリー、パタゴニア、ラッシュ化粧品を含む多数の企業は、マーチをサポートするため9月20日の営業を停止。 Amazonの1,700人以上の従業員が、気候変動に対するAmazonの内部請願に署名した。 それに対し、ストライキの前日、アマゾンのCEOであるジェフ・ベゾスは、気候変動に取り組むための広範な新しい計画を発表し、国連のパリ協定の目標を10年前倒しで達成することを約束した。
Young Evangelicals for Climate Changeのメンバーは、「クリーンな空気や水、また安定した気候を守る権利」を訴え、約12の大学から参加した。

### ウルグアイ
ウルグアイの首都モンテビデオ、タクアレンボ、マルドナド、トレンタイトレス、トリニダード、リベラで開催。ソーシャルネットワークの動きを通じて#FridaysforFutureUyは、一般市民に対して、行動を促し、気候変動に関するメッセージを広めるようにお願いした。「私たちはこのマーチで、ウルグアイに気候と生態系の緊急事態を宣言するよう求めます。地球は死にかけ、私たちの未来が絶望的です。11年という短い時間が迫っている中で、元通りにする方法を議論する時間はもうありません。今なら、まだ間に合います。そのためマーチに参加して当局に急激な気候変動への具体的な対処を求めました。」 

### ベトナム
世界的な抗議行動に沿って、首都ハノイの約1,400人のボランティアが、市内のゴミを集めた。 また一部の参加者は、共産主義で安全性を確保されていないのにもかかわらず、ホーチミン市で気候変動の抗議を実行した。